# Nokia Lumia 710

Nokia Lumia 710 este un telefon mobil dezvoltat de compania Nokia. Nokia Lumia 710 poartă numele de cod de Sabre rulează Windows Phone 7.5 Mango.
Nokia Lumia 710 este disponibil în: Noiembrie 2011 (Europa), Decembrie 2011 (Asia), Ianuarie 2012 (Statele Unite).

## Design
Are o carcasă construită din policarbonat.
Sub ecran se găsesc cele trei taste Windows Phone: butonul Înapoi, butonul Windows, și butonul de căutare.
Pe partea dreaptă se găsesc rocker-ul de volum și butonul de declansare camere. În partea de sus se află o mufă audio de 3.5 mm și butonul de pornire și un port micro-USB. Portul micro-USB se folosește la transferul de date și la încărcare.

## Multimedia
Lumia 710 are un ecran LCD de 3.7-inch cu o rezoluție WVGA 800x480 pixeli. Player-ul audio suportă formatele MP3/WAV/eAAC+/WMA și player-ul video MP4/H.264/H.263/WMV. 
Camera foto are 5 megapixeli are focalizare automată și bliț LED. Rezoluția maximă a camerei foto este de 2592х1944 pixeli și poate captura video 720p cu 29 fps (cadre pe secundă).
710 dispune de senzor de proximitate, accelerometru, compas și radio FM stereo cu RDS.

## Conectivitate
Nokia Lumia 710 oferă 3G cu viteze de download de până la 14.4 Mbps, Wi-Fi b/g/n, Bluetooth 2.1, microUSB, mufă audio de 3.5 mm. Pe lateral, în partea superioară, se află un buton cu rol în pornirea și oprirea telefonului sau în blocarea și deblocarea rapidă a ecranului touch, jack de 3.5 mm. În partea dreaptă lateral se găsesc butoanele pentru reglarea volumului și tasta dedicată pentru camera foto. Sunetul apelurilor este clar, zgomotul ambiental este atenuat.

## Caracteristici
- Ecran TFT capacitiv de 3.7 inchi cu rezoluția de 480 x 800 pixeli
- Procesor 1.4 GHz Scorpion
- Memorie internă 8 GB, RAM 512 MB
- Camera de 5 megapixeli cu bliț LED dublu
- 3G, GPRS/EDGE/HSDPA/HSUPA
- Wi-Fi 802.11 b/g/n
- GPS cu A-GPS
- Mufă de 3.5 mm
- Suport cartelă microSIM
- Sistem de operare Microsoft Windows Phone 7.5
- Bluetooth 2.1 cu EDR și A2DP
- Suport micro-USB 2.0
- Accelerometru, senzor de proximitate, busolă
- Radio FM Stereo cu RDS
- Suport cartelă microSIM